# Тиллис, Айсисс
Айсисс Роуз Тиллис (англ. Iciss Rose Tillis; род. 6 декабря 1981 года в Талсе, штат Оклахома, США) — американская профессиональная баскетболистка, выступавшая в женской национальной баскетбольной ассоциации. Была выбрана на драфте ВНБА 2004 года в первом раунде под общим одиннадцатым номером командой «Детройт Шок». Играла на позиции тяжёлого форварда и центровой.

## Ранние годы
Айсисс родилась 6 декабря 1981 года в городе Талса, Оклахома, дочь Джеймса Тиллиса, бывшего боксёра-тяжеловеса и Мелани Хьюз, а училась там же в подготовительной школе Кассиа Холл, в которой играла за местную баскетбольную команду.